# Apatura stictica
Apatura stictica är en fjärilsart som beskrevs av Cabeau 1910. Apatura stictica ingår i släktet Apatura och familjen praktfjärilar. Inga underarter finns listade i Catalogue of Life.